# De Havilland DH.71 Tiger Moth
Il de Havilland DH.71 Tiger Moth era un monomotore monoplano monoposto progettato dall'azienda britannica de Havilland Aircraft Company negli anni venti per sperimentare il volo da alta velocità e come laboratorio volante per motori aeronautici per conto della Cirrus Engine.

## Storia del progetto
Il DH.71 Tiger Moth venne progettato a metà degli anni venti dalla De Havilland Aircraft su una specifica emessa dalla Cirrus Engine la quale era intenzionata a disporre di un velivolo che le permettesse di effettuare test di volo da alta velocità e sperimentare nuove soluzioni tecnologiche per la propria produzione di motori aeronautici.
Il nuovo modello venne realizzato attorno alle misure del pilota collaudatore Hubert Broad in modo da ottenere una fusoliera dalla sezione frontale il più possibile ridotta e per favorirne, grazie al basso coefficiente di penetrazione aerodinamica, le prestazioni in termini velocistici. Il primo esemplare realizzato venne portato in volo per la prima volta nell'agosto del 1927.
Entrambi i due esemplari costruiti vennero perduti.

Il primo in Australia, nel 1930, durante le prove in una competizione aeronautica. A causa di una piantata di motore in fase di decollo che causò l'imprevisto impatto a terra nel quale perse la vita il pilota.

Il secondo esemplare venne distrutto in un raid aereo su Hatfield dell'ottobre 1940 compiuto dalla Luftwaffe sul territorio britannico nell'ambito della seconda guerra mondiale.

## Competizioni
I due esemplari vennero iscritti alla King's Cup Air Race svoltasi il 30 luglio 1927 ad Hucknall, nella contea di Nottinghamshire. L'esile struttura ed il conseguente contenuto peso a vuoto dei velivoli ne facevano dei potenziali concorrenti alla vittoria. Tuttavia uno dei due non si presentò alla partenza perché subì un danno alla struttura ed il secondo, motorizzato con un A.D.C. Cirrus II, si ritirò durante la gara a causa della formazione di corrugamenti sulla superficie della struttura.

## Primati
Nell'agosto del 1927 il primo esemplare venne dotato di una nuova ala dall'apertura ridotta a 5,66 m e di un più potente motore de Havilland Gipsy capace di erogare 135 hp (101 kW). In questa configurazione ottenne, presso Broad, il primato di velocità in circuito chiuso per la propria categoria di peso percorrendo i 100 km del circuito ad una media di 300,09 km/h.
Cinque giorni più tardi con lo stesso velivolo si cercò di battere anche il primato di tangenza massima ma il pilota fu costretto a rinunciare per difficoltà respiratorie alla quota di 5 849 m. La tecnologia dell'epoca non aveva ancora realizzato un supporto che potesse compensare la mancanza di ossigeno ed anche se potenzialmente il velivolo, con il suo valore di velocità variometrica di oltre 5 m/s, avrebbe potuto raggiungere una quota maggiore.